# Молдаванка (Одеса)
Молдава́нка (також Молдованка) — історична частина Одеси на терені Хаджибейського та Приморського районів, доволі велика територія, обмежена вулицями Старопортофранківською, Балківською, Дальницькою, Степовою, Афанасьєва і Мечникова.
Виникла на місці двох сіл — Болгарки і Нової Слобідки, відповідно має два умовних центри: Михайлівську площу і Старокінний ринок.
Світову славу Молдаванка здобула завдяки «Одеським оповіданням» Ісака Бабеля.

## Історія

### Передумови виникнення
Молдавські поселення існували на місці сучасної Молдаванки ще задовго до виникнення самої цієї назви. Ще влітку 1764 року військовий толмач К. Іванов, писав у рапорті до керівництва, що в 50 верстах від Очакова керунком на Білгород, на місці колишнього замку Куджабай будується фортеця «Єні-Дуні». Далі цитата «Оная же крепость зачалась делаться сего года с весны, а делают ту крепость волохи, на которую возят камень из степи, с речек и балок околичных».
Пізніше, у рапорті князя Потьомкіна про успішний штурм замку Хаджибей, вказується, що штурм було розпочато саме з невеликого селища, розташованого на схилах Водяної балки у 2-х верстах від замку. Вказане місце відповідає сучасному перетину вулиць Балковської і Бугаївскої, де знаходився опорний пункт загону де Рібаса.
Перша згадка про Молдаванку приадає на 1793 рік, однак за деякими даними це поселення значно старіше. У 18-му столітті тут селилися молдовани, болгари і татари. Виникло передмістя із двох окремих сіл, Булгарка (також Болгарка) і Нова Слобідка.
Одеський архітектор Моранді писав: «Передмістя Молдаванка засновано у 1793 році по населенню там молдаван і булгар після Яського перемир'я, одна частина такого… і донині іменується Булгаркою, а інша — Новою Слобідкою…»
Поселення Булгарка дістало свою назву завдяки першим поселенцям — 60 родин болгар, які брали участь у штурмі Ізмаїла у 1790 році. Під цією назвою воно вказується на карті Одеси і околиць вже у 1814 році. Західною межею села була ділянка Водяної балка (нині — Балківська вулиця) між сучасними вулицями Середньою та Дальницкою. Тоді на карті вказано і ділянку, яка як вказано, була відведена молдаванам. Вона обмежувалася із сходу лінією сучасних вулиць Картамишевською, Комітетською, Банним провулком і Прохоровською. Цю ділянку займали сільські угіддя, виноградники, існувало кілька вулиць. Центром була Михайлівська площа (назву площа дістала пізніше, в честь закладеної тут Михайлівської церкви) і маленьким сільським цвинтарем навколо неї.

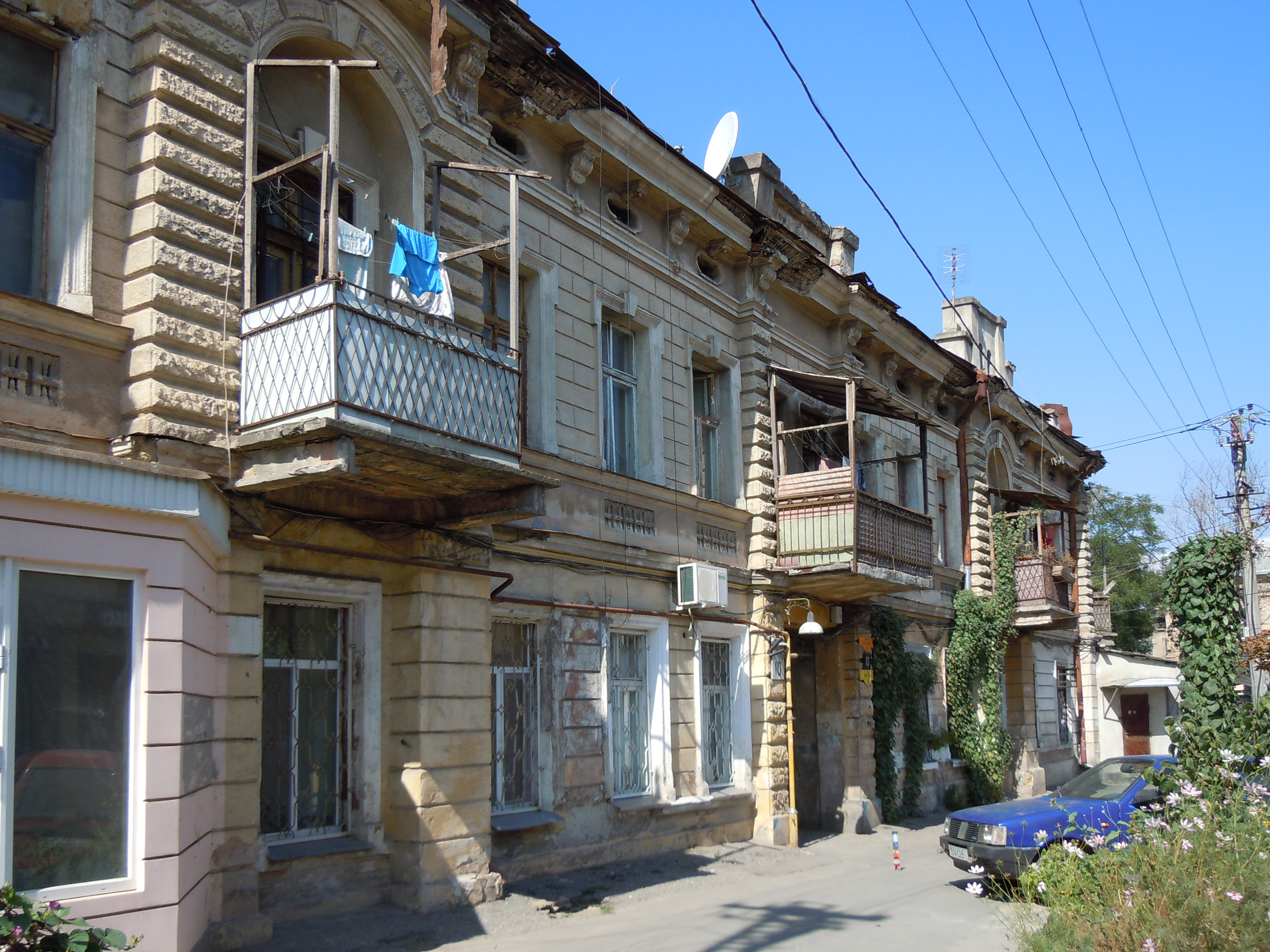
Скісна вулиця навпроти Староконного ринку

Паралельно із Булгаркою розвивалося і інше село — Нова Слобідка. Тут також було змішане у етнічному плані населення, але на відміну від молдавсько-болгарської Булгарки, основу населення тут складали євреї. Центром села був Старокінний ринок.
Обидва села були оточені безліччю хуторів, таких як Розкидайлівка, Воронцовка, Матроська, Бугаївка, які і тепер залишилися в топоніміці Одеси у вигляді назв вулиць і місцевостей. Саме населення цих районів і утворило те, що потім стало відомо як Молдаванка.

### Молдаванка у XIX столітті
Єдиною громадою Молдаванка стала вже після 1817 року, коли було утворено режим «Порто-франко». Тоді й були закладені основи подальшого кримінального іміджу району — мешканці села активно заробляли на контрабанді. 1 червня 1827 року межа Порто-Франко була перенесена за Водяну Балку, таким чином Молдаванка увійшла до складу міста.
Зовнішній вигляд передмістя у 19-му столітті залишав у собі сільські риси. Більшість вулиць не були замощені бруківкою, будинки були переважно одноповерхові, глиняні або вапнякові, оточені городами. Вздовж основних доріг, які вели до інших міст, почали розвиватись постоялі двори, корчми, стихійні ринки («товчки»). У цей період до Молдаванки почали переселятись вихідці із навколишніх сіл і інших регіонів України, тобто переважно українці. Саме від їх поселення з'явилися такі вулиці, як Степова, Запорозька, Малоросійська (тепер — Лазарєва).
У 1820 році на головній площі колишнього села Болгарки, була зведена Архангело-Михайлівська церква, відповідно і сама площа дістала назву Михайлівської. Завдяки активному росту населення згодом церква вже не вміщувала усіх вірян, тому у 1826 році православна громада Молдаванки звернулася до міської влади із проханням про будівництво нового храму. Так у 1839 році був зведений новий храм Молдаванки — церква Петра і Павла (тепер зруйнована).

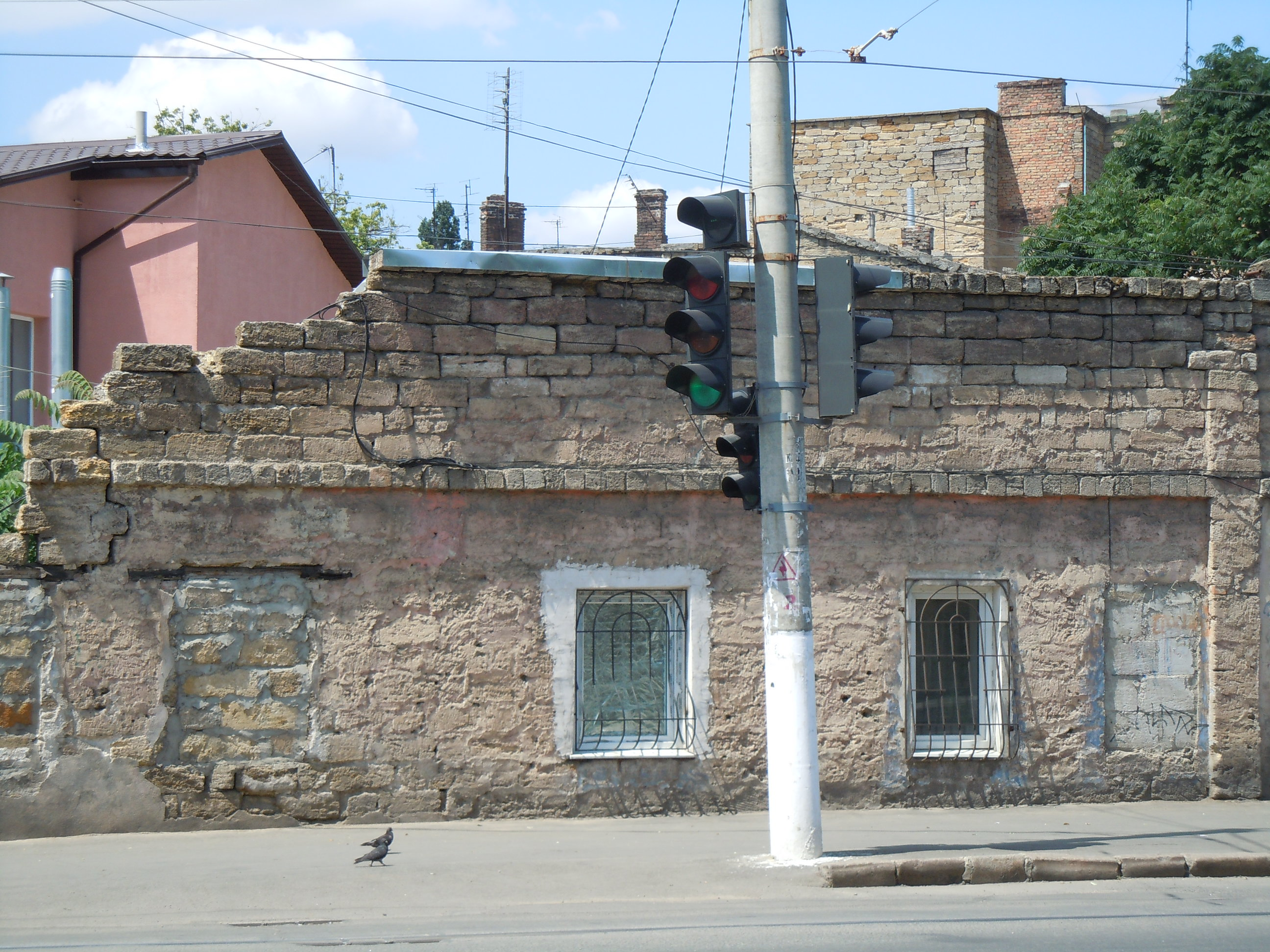
Будинок на Молдаванці

Протягом століття місцевість активно заселялася і вже у 1870-80 роках будинки почали будувати впритул один до одного. Міська влада починає приділяти увагу розвитку місцевості, планувати вулиці. Так на центральних вулицях з'явилися посаджені дерева, у деяких дворах — каналізація. Однак, попре ці зусилля район залишався досить бідним.

### Молдаванка у XX столітті

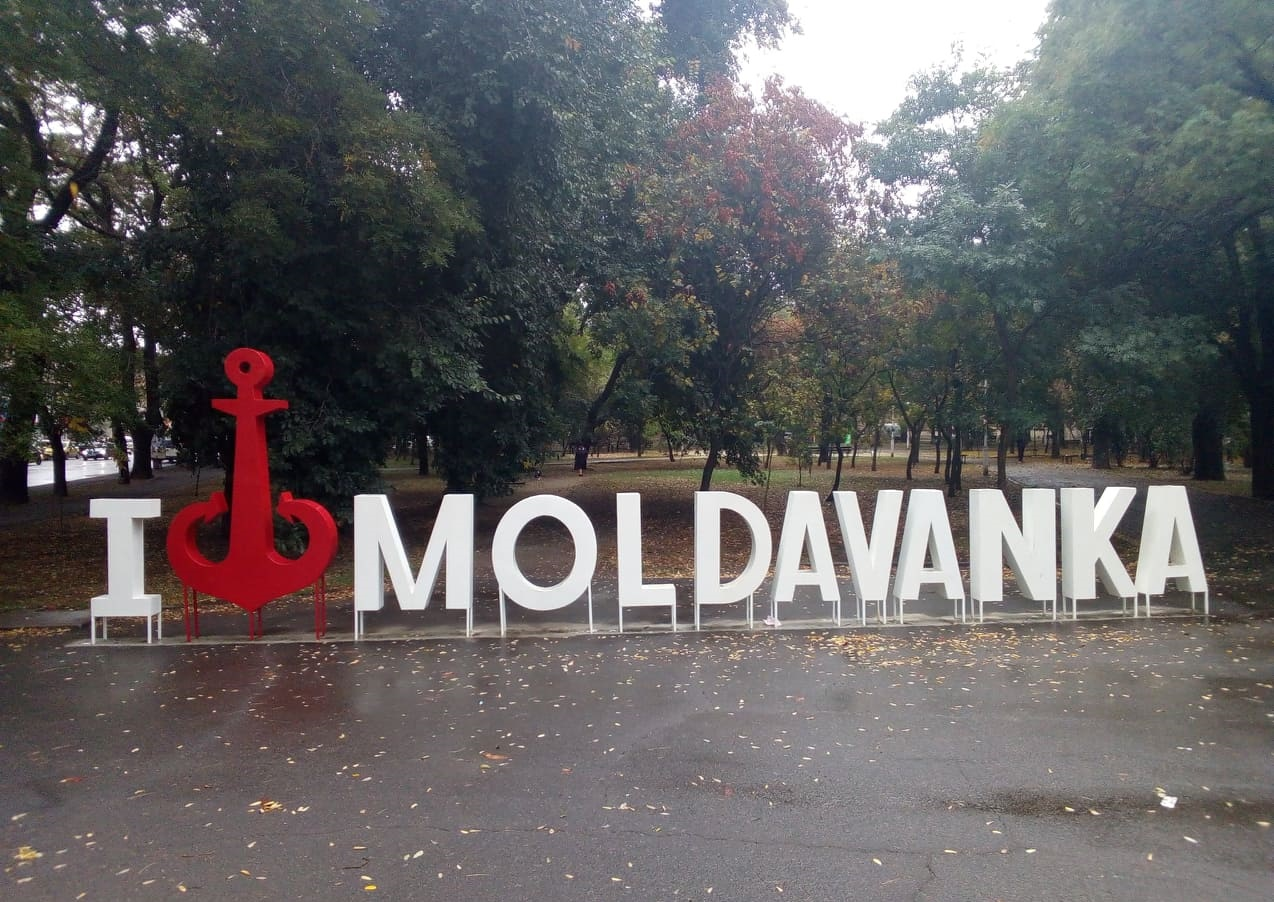
Надпис у Серединському сквері в Одесі

## Сучасність
Нині Молдаванка є переважно промисловим районом, але останніми роками на місці кількох промислових об'єктів виникають житлові будинки й офісні центри.